# 四方幸子
四方 幸子（しかた ゆきこ、1958年11月3日-）は、日本のキュレーター。多摩美術大学および東京造形大学客員教授。武蔵野美術大学およびIAMAS非常勤講師。専門分野は、メディア・アート、現代美術、20世紀美術。情報技術を介し自然・社会・精神の相互作用を促進する概念「環境的無意識」を提起。データ、水、人、動植物、気象などを「情報の流れ」から注目しメディアアート、現代美術、自然・社会科学を横断するリサーチを展開。

## 概要
京都府綾部市出身。都留文科大学文学部英文学科卒業。1982年からヨーゼフ・ボイスに関するマガジンの出版に関わる。1984年から1986年まで原宿ビブレ21の広報・アート担当として館内での展示や公募展を手がける。1986年のデュッセルドルフ滞在を経て、1987年からフリーランスのライター、SUNTORY ART BOX（銀座ソニービル）などキュレーターとして活動。1989年西ベルリン滞在中にベルリンの壁が崩壊。1990年から2001年までキヤノン株式会社の文化支援プログラム、キヤノン・アートラボで阿部一直と共にキュレーターとして、デジタルテクノロジーを援用した実験的なアート作品の制作に携わる。スイスの出版社 G+B Arts International日本アドバイザー（1993-1998）、資生堂ネットギャラリーCyGnetゲスト・キュレーター（1997-2003）、森美術館アソシエイトキュレーター（2002-2004）、NTTインターコミュニケーション・センター[ICC] 学芸員（2004-2010）を経て、2010年よりフリーで活動。アートと情報環境の関係をテーマに実験的な展覧会、プロジェクト、ライブなどを手がける。2021年、女性として初めて美術評論家連盟会長に就任。2025年4月、十和田市現代美術館館長に就任。

### 展覧会・プロジェクト
- 1988 「光の子」object 福田寛（246CLUB）
- 1989 福田寛 オブジェ展（西武百貨店船橋店 SEED by /アート・スポット）
- 1990 「インゴ・ギュンター ワールド・プロセッサー」展（P3 art and environment） コーディネート（作家紹介）
- 1991 「ARTLAB」（アートラボ第１回企画展、TEPIA）アーティスト：中原浩大、福田美蘭、コンプレッソ・プラスティコ
- 1991 ロルフ・ユリウス「wind」展（P3 art and environment） 共同キュレーション
- 1992 「ARTLAB2」（アートラボ第１回企画展、ニューピアホール）アーティスト：ヘラルド・ファン・ダー・カープ、Mission Invisible
- 1993 ウルリーケ・ガブリエル「パーセプチュアル・アリーナ」（アートラボ第３回企画展、ヒルサイドプラザ）
- 1994 古橋悌二「LOVERS – 永遠の恋人たち」（アートラボ第4回企画展、ヒルサイドプラザ）
- 1995 三上晴子「モレキュラー クリニック 1.0 on the Internet」（アートラボ第5回企画展、オンライン）
- 1995 ジョイント・パフォーマンス ユリウスx和田淳子「breathing」（主催：breathing実行委員会、会場：P3 art and environment）
- 1996 三上晴子「モレキュラー インフォマティクス：視線のモルフォロジー」（アートラボ第6回企画展、ヒルサイドプラザ）
- 1996 「アトピック・サイト」（東京シーサイドフェスタ）共同キュレーション
- 1997 「Maniacs of Disappearance」（国際交流基金） （日本のヴィデオアートの巡回展）共同キュレーション
- 1997 クリスティアン・メラー「ヴァーチャル・ケージ」展（アートラボ第3回プロスペクト展、東長寺講堂P3）
- 1997 「サウンド・ガーデン」展（主催：ワコールアートセンター／東京ドイツ文化センター、会場：スパイラルガーデン） 共同キュレーション
- 1997 ノウボティック・リサーチ「IO_DENCIES：都市への問い」 （アートラボ第7回企画展、ヒルサイドプラザ）
- 1998 Manifestation Internationalフェスティバル（主催：CHAMP LIBRE、カナダ・モントリオール）に津田佳紀をキュレーション
- 1998 江渡浩一郎「SoundCreatures」（アートラボ第8回企画展、ヒルサイドプラザ）
- 1998-2002 資生堂サイバーアートギャラリー「CyGnet」ゲストキュレーター（Tyrell.Hungary「Tyrell.Hungary」／エキソニモ「DISCODER」／JODI「%WRONG Browser」／doubleNegatives「plaNet Former」／ミリツァ・トミッチ「i am milica tomic」）
- 1999 Manifestation International フェスティバル（主催：CHAMP LIBRE、カナダ・モントリオール）に前林明次《Sonic Interface》をキュレーション
- 1999 関口敦仁「分離する身体」（アートラボ第9回企画展、ヒルサイドプラザ）
- 1999 ミシャ・クバル「パワー・オブ・コード ー 対話のスペース」（会場：東京国立博物館、共催：東京国立博物館、東京ドイツ文化センター）
- 1999-2001 アーティスト・イニシアティヴ「コマンドN」ネットワークメンバーとして「秋葉原TV2」やトークに関わる。エキソニモ「DISCODER(Installation version)」展
- 2000 「Protocollision ー 日蘭オンライン・コラボレーション」共同キュレーション
- 2000 カールステン・ニコライ＋マルコ・ペリハン「polar」 （アートラボ第10回企画展、ヒルサイドプラザ）
- 2001-2005 「Kingdom of Piracy」（ネットプロジェクトおよび世界各地で展示やプロジェクトを発展的に展開：台北、オーストリア・リンツ、オランダ・ロッテルダム、英国リバプール、東京、サンフランシスコ） 共同キュレーション
- 2002 「アート.ビット コレクション展」（NTTインターコミュニケーション・センター[ICC]）企画協力
- 2002 森美術館プレオープンプロジェクト「OPEN MIND」（CD-extra、ライブ＠六本木THINKZONE）
- 2003 山口情報芸術センター開館記念プロジェクト ラファエル・ロサノ＝ヘメル「アモーダル・サスペンション ー 飛び交う光のメッセージ」（山口情報芸術センター）
- 2003 「ひととロボット」展（主催：国際交流基金、パリ日本文化会館）展示コーディネーター
- 2004 「ネクスト：メディア・アートの新世代」展（NTTインターコミュニケーション・センター[ICC]）セレクター
- 2004 「イリヤ＆エミリア・カバコフ 私たちの場所はどこ？」展（森美術館）担当キュレーター
- 2004 SONARSOUND EXTRA 2004（恵比寿ガーデンプレイス）
- 2004 「四方幸子イブニング｜EnigmaAnagma」（DEAFフェスティバル、ロッテルダム）
- 2005 「Rock the Future」展（FACTセンター、リバプール）
- 2005 「オープン・ネイチャー｜情報としての自然が開くもの」展（NTTインターコミュニケーション・センター[ICC]）
- 2005 日本におけるドイツ2005-06「モブラボ – 日独メディア・キャンプ」（共催：MobLab実行委員会＋東京ドイツ文化センタ—） 企画ディレクター
- 2005 「Lib-LIVE! 学生コンソーシウム」（「アート・ミーツ・メディア｜知覚の冒険」展関連企画、NTTインターコミュニケーション・センター[ICC]）
- 2005 レクチャー＆リハーサル：「《「日々」のための音楽》by 三輪眞弘」＋ライヴ・パフォーマンス「《「日々」のための音楽]》by 三輪眞弘」（「アート・ミーツ・メディア｜知覚の冒険」展関連企画、NTTインターコミュニケーション・センター[ICC]）
- 2006 ISEA 06 「Container Culture」展 （米国サンノゼ）に平川紀道《DriftNet》をキュレーション
- 2006 「コネクティング・ワールド｜創造的コミュニケーションに向けて」展（NTTインターコミュニケーション・センター[ICC]）
- 2007 ICC開館10周年記念セッション・シリーズ： Vol.1 シンポジウム「メディア×アートの創造と未来」／Vol.2 シンポジウム「メディア・テクノロジーと生成する<知>」／Vol.3 トーク×ライヴ×ワークショップ. Exploring Media：「ミッション001：メディアを探索せよ！Look | Past | New」、「ミッション002：メディアを探求せよ！Make | Future | Possible」、ワークショップ「2048：マッピング・ザ・フューチャー」15:00～18:00／Vol.4 デモ・パーティ「Media Explosion!!」／Vol.5 ライヴ「∞（Open End）」
- 2007 坂本龍一＋高谷史郎「LIFE – fluid, invisible, inaudible…」展（NTTインターコミュニケーション・センター[ICC）
- 2008 「ライト・[イン] サイト｜拡張する光、変容する知覚」 ]展（NTTインターコミュニケーション・センター[ICC]）
- 2009 「ミッションG｜地球を知覚せよ！」展（Open Space 2009枠企画展、NTTインターコミュニケーション・センター[ICC]） *YouTube
- 2009 「コープ・ヒンメルブラウ｜回帰する未来」展（NTTインターコミュニケーション・センター[ICC]）
- 2010 メディアアート・フェスティバル「Interferenze Seeds Tokyo（IST）2010」企画ディレクション（原宿VACANT）
- 2010 仁川デジタルアート・フェスティバル（韓国）共同キュレーション
- 2010 カールステン・ニコライ＋マルコ・ペリハン「polar m[ポーラーエム]」（山口情報芸術センター） 共同キュレーション
- 2010 魚住剛「F」展（ASK ? P）
- 2011 「プラスチックの過去・現在・未来」展（主催：住友ベークライト株式会社、会場：科学技術館）
- 2012 新鋭メディアアーティスト・ジョイントタッグ「照準と流出」（時里充展、土居下太意展）（art space kimura ASK? + ASK?P）
- 2012 サロン・エコゾフィー #1 マルコ・ペリハン 「無人の極地圏 - ヒューマン・ランドスケープ - 電磁波のテリトリー」 @飯田橋・文明
- 2012 サロン・エコゾフィー #2 ミヒャエル・ザウプ 「1001の太陽―未来の考古学」 @飯田橋・文明
- 2012 展覧会＋ラウンドテーブル「Possible Water｜コモンズとしての未来」展（東京ドイツ文化センタ—）
- 2012 ソウル国際メディア・アート・ビエンナーレ「メディアシティ・ソウル 2012 SPELL ON YOU」（ソウル市美術館、韓国）共同キュレーション
- 2012 ウーバーモルゲン「クラフト｜エネルギーの学校」展（アーツ千代田3331）
- 2012 新津保建秀個展 「＼風景+」（ヒルサイドフォーラム）
- 2013 スペシャルトーク「EVIL MEDIA COMPOSTED」（シューリー・チェン、YoHA（横小路松子＋グレアム・ハーウッド））（アツコバルー arts drinks talk＊プレオープン企画）
- 2013-2015 渋谷のギャラリー「アツコバルー arts drinks talk」開廊アドバイザーおよび6展をキュレーション：「新スケープ 建築」展（2013）／「off-Nibroll」展（2013）／「SEMITRA Exhibition SOC.HOP」（2013）／平本正宏＋鳴川肇＋村上祐資「コンタクト・ユニバース〜宇宙を旅する音楽」展（2013）／「シェアリング・バイブス｜共振する場、そして私」展（2013）／「パワースポット」展（2015）
- 2013 「Money after Money｜信用ゲーム 2013」展（主催：一般社団法人MAM、会場：表参道Eye of GYRE）
- 2014 「AMIT（Art, Media and I, Tokyo）2014」（アートフェア東京）
- 2014 「オルタ-ナラティブ｜物語の編み目に」展  アツコバルーxアンスティチュ・フランセ東京「Digital Choc」連携展（アツコバルー arts drinks talk）
- 2014 札幌国際芸術祭2014 アソシエイト・キュレーター
- 2015 「AMIT（Art, Media and I, Tokyo）2015」（丸の内マルビル マルキューブ、OAZO、丸の内仲通り、三菱一号館美術館）
- 2015　映画「人類遺産」（ニコラウス・ゲイハルター監督、オーストリア）日本コーディネーター
- 2015 「三上晴子と80年代」展　共同キュレーション（会場：parabolica-bis）
- 2016 「ダダイズム誕生100年」プログラム（主催：スイス大使館） 企画・編集アドバイザー
- 2016 「AMIT（Art, Media and I, Tokyo）2016」（丸の内マルビル マルキューブ）
- 2016 「Synthetic Nature」展 共同キュレーション、上映プログラム「Meta Ecologies. The World inside Us」キュレーター（「Eco Expanded City」、プロジェクトオーガナイザー： WROメディアアートセンター、ヴロツワフ、ポーランド）
- 2016 「DA DA * DA!：ハッキング・アート×ライフ」展（東京ドイツ文化センター）
- 2016 KENPOKU ART 2016 茨城県北芸術祭　キュレーター
- 2017 「AMIT（Art, Media and I, Tokyo）2017」（丸の内マルビル マルキューブ）
- 2017 連続個展「Critical Selfies」（時里充展、山内祥太展、三木麻郁展）（gallery to plus）
- 2018「コネクティング・データスケープ」展（xLAB/AMIT、会場：日本科学未来館）
- 2018 茨城県北芸術村推進事業交流型アートプロジェクト キュレトリアル・アドバイザー
- 2018 「東京ビエンナーレ」（2020）企画ディレクター(~2019)
- 2019 オープン・ウォーター実行委員会ディレクター
- 2019 Montalvo Arts Center （米国サラトガ） 滞在キュレーター（~2022）
- 2020 美術評論家連盟2020年度シンポジウム実行委員長
- 2020 アートプロジェクト「オープン・ウォーター〜水（＊）開く」

Notes:
- アートラボは阿部一直との共同キュレーション。上記以外に7展を実施。
- 森美術館では上記以外に「ハピネス」（開館記念展、2003）、「六本木クロッシング」（2004）を共同担当、TOHO CINEMAS六本木ヒルズ館内で月替りの映像プロジェクションをキュレーション（2003-2005）。
- ICCでは「アート・ミーツ・メディア｜知覚の冒険」展（2005）、年間展示 「Open Space」（2006-2009）を共同キュレーション、新進アーティスト紹介コーナー「emergencies!」で以下をキュレーション（山川 K. 尚子《KODAMA》（2005）、比嘉了《VP3L》 （2006）、谷口暁彦《ダングリング・メディア》（2007）、多田ひと美《全的に歪な行且 -第二-》（2008）、voice.zero《super-ultra-great-media-art.org》（2009））。

文責： 四方幸子